# Gwaihir
Gwaihir est un personnage du légendaire de l'écrivain britannique J. R. R. Tolkien. Il apparaît notamment dans le roman Le Seigneur des anneaux. Il est un des Grands Aigles de la Terre du Milieu.

## Nom
Gwaihir signifie « Seigneur des vents » (Windlord en anglais) en sindarin[source insuffisante], une langue construite par Tolkien.

## Apparitions
Gwaihir est généralement[Par qui ?] identifié au roi des Aigles qui apparaît dans Bilbo le Hobbit, mais cette identification est probablement fausse[réf. nécessaire]. Gandalf dit en effet à la fin du Seigneur des anneaux que Gwaihir le porta par trois fois, ce qui exclut logiquement son intervention pour sauver Gandalf et les Nains de Thorin des Gobelins.
Dans Le Seigneur des anneaux, Gwaihir est l'Aigle qui porte par trois fois le magicien Gandalf : du sommet d'Orthanc jusqu'au Rohan, du sommet du Zirakzigil en Lothlórien après le duel contre le Balrog, et l'aller-retour des Champs de Cormallen jusqu'à la Montagne du Destin pour sauver Frodon et Sam.

### D'Orthanc à Edoras
Envoyés par Radagast sur le conseil de Gandalf, les grands Aigles sillonnèrent la Terre du Milieu. Ils virent le rassemblement des Wargs, le rappel des Orques et les allés et venues des Nazgûl (alors sous l'apparence de cavaliers noirs). Ils envoyèrent un messager porter ces informations à Gandalf. C'est ainsi que Gwaihir le trouva sur la cime d'Orthanc, la grande tour de l'Isengard pris au piège par Saroumane. Le grand Aigle le porta à Edoras où il prit et dompta Gripoil et chevaucha jusqu'à la Comté.
Par ailleurs, Gwaihir apprit à Gandalf l'évasion de Gollum de la Forêt Noire. Il était alors emprisonné par les Elfes. Legolas rapporta la nouvelle plus tard au Conseil d'Elrond.

### De la Tour de Durin à la Lórien
La Tour de Durin, taillée dans le roc du sommet de Zirakzigil est l'aboutissement de l'Escalier sans fin. Gandalf y resta étendu après le duel contre le Balrog de Morgoth. C'est là que Gwaihir, envoyé par la Dame Galadriel le trouva une seconde fois. Il l'emmena en Lórien où il guérit. Puis, vêtu de blanc, il partit à la recherche d'Aragorn, Legolas et Gimli.
Peu après ce second voyage, Legolas aperçut Gwaihir au-dessus de l'Emyn Muil. Cette fois, le grand Aigle avait été envoyé par Gandalf surveiller le fleuve et recueillir des renseignements.

### De la Porte Noire jusqu'à la Montagne du Destin
Gwaihir participa à la bataille devant la Porte Noire. Il emmena avec lui plusieurs des siens dont Landroval, son frère, le plus grand et le plus puissant des Aigles des Monts Brumeux et Meneldor le rapide, son vassal. Gandalf encore, une fois, se fit le fardeau de Gwaihir et tous les quatre, ils traversèrent l'Udûn et le plateau de Gorgoroth jusqu'à la Montagne du Destin à la recherche de Frodon et Sam. Gwaihir les vit de ses yeux perçant et les trois grands Aigles sauvèrent les deux hobbits.

## Adaptations
Gwaihir a inspiré plusieurs artistes dont John Howe,.
Il a également été adapté en figurine, accompagné de Gandalf.